# Circuit intégré 74260

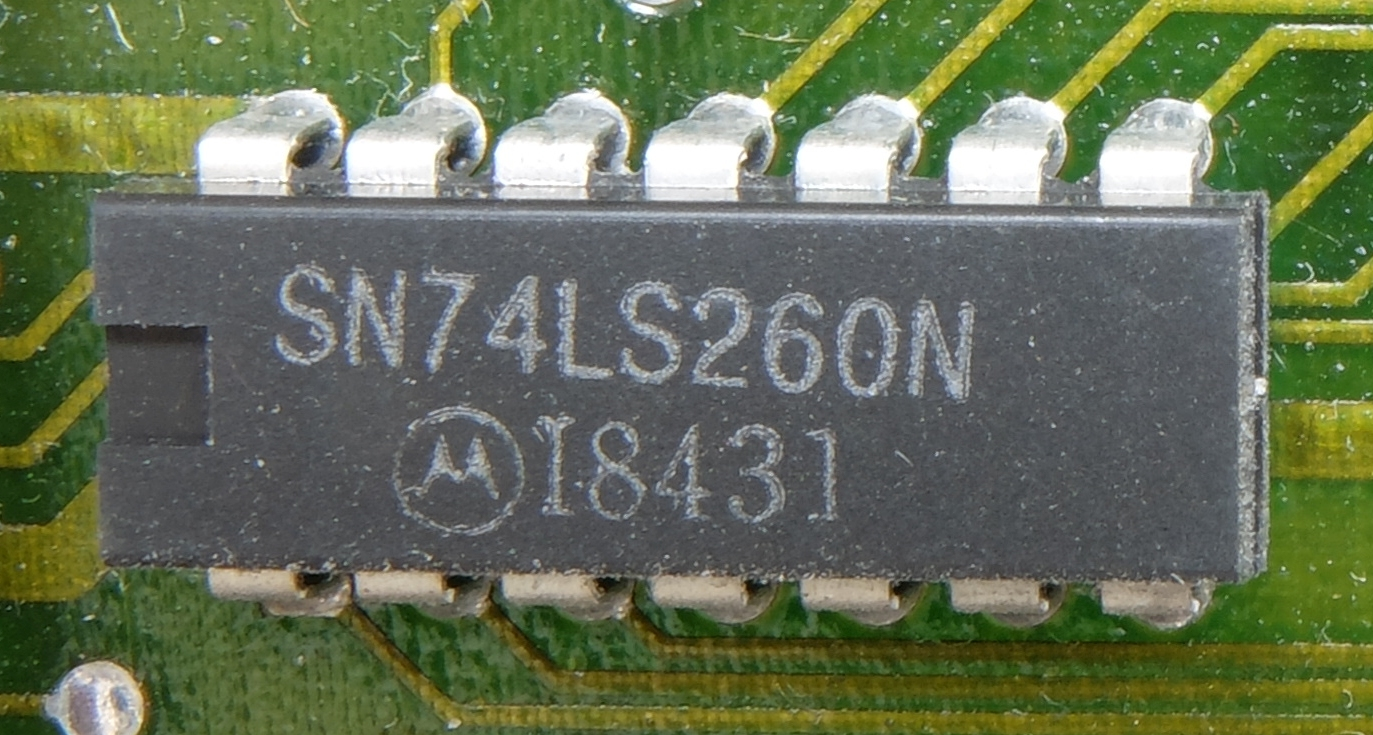
Circuit intégré 74260 (Motorola SN74LS260N)

Le circuit intégré 74260 fait partie de la série des circuits intégrés 7400 utilisant la technologie TTL.

Ce circuit est composé de deux portes logiques indépendantes NON-OU à cinq entrées.